# Pierre-François de Beaudrap
Pierre-François de Beaudrap de Sotteville (29 novembre 1742, Valognes - 24 mars 1823, Sotteville), est un noble normand, militaire et homme politique français. La famille de Beaudrap est une famille de la noblesse française actuellement subsistante.

## Biographie
Ancien officier des armées royales, il résidait au château de Sotteville.
Le 29 mars 1789, il est élu député de la noblesse aux États généraux pour le bailliage de Coutances. Il siège à l'Assemblée constituante, où il se fait remarquer par son absence et son refus aux idées nouvelles.
Revenu dans le Cotentin, il est arrêté en Frimaire an II (décembre 1793) et incarcéré à la prison de Cherbourg (hôtel de Garantot, au 14 de la rue Tour-Carrée). Il sera libéré en Vendémiaire an III.